# Milk and Wine
Milk and Wine er en rocksang af rockbandet Nephew. Sangen blev udgivet på deres andet album USADSB.
I sangen bliver der nævnt to latinske betegnelser:
- Lux eterna = Evigt lys
- Intra vena = Inde i blodåren

Teksten er skrevet på dansk og engelsk og handler om jeg-fortællerens forhold til alkohol. I strofe tre er der en opfordring til at drikke natten og livet væk, men i den afsluttende strofe problematiserer jeg-fortælleren drikkeriet med en erkendelse af, at "jeg læger kun mit sår". Det ambivalente forhold til alkoholen kommer også til udtryk i strofe fire, hvor andet vers stater med "fuck min cocktail". Weekendens drukture kan derfor tolkes som en slags eskapisme, hvor jeg-fortælleren ved hjælp af alkohol har forsøgt at dulme sin smerte (læge sit sår).

## Tekst
Lux eterna - milk & wine

intra vena - milk & wine 
Det' min fredags, A, B, C

det' min lørdags, 1, 2, 3
Let's go and drink the night away

let's go and drink this life away
Rock min cocktail - milk & wine

fuck min cocktail - milk & wine
Lux eterna - milk & wine

I like both
Jeg læger kun mit sår.